# Ernst Gottfried Baldinger
Ernst Gottfried Baldinger (Großvargula, Unstrut-Hainich, 13 de maio de 1738 — Marburgo, 21 de janeiro de 1804) foi um médico alemão.

## Vida
Ernst Gottfried era filho do clérigo protestante Johann Baldinger e de sua esposa Barbara Sophia Sahl. Depois de frequentar o ensino secundário em Gota e Langensalza, seu pai determinou que estudasse Teologia. Em 9 de maio de 1754 entrou para a Universidade de Erfurt, onde inicialmente concluiu um curso de fundamento filosófico. Logo em seguida, Baldinger decidiu estudar Medicina e mais tarde foi estudar em Halle (Saale) e em Jena, onde obteve em 1760 o grau acadêmico de Doutor em Medicina sob a orientação de Ernst Anton Nicolai. Realizou palestras particulares sobre Medicina e decidiu adquirir sua habilitação em Erfurt.
Na Guerra dos Sete Anos, alistou-se como oficial médico à serviço do Reino da Prússia. Durante esse tempo, Baldinger presenciou o cerco de Torgau e ganhou em 1762 a permissão de seus superiores para retomar seus estudos filosóficos e médicos. Em 30 de abril de 1762, adquiriu em Wittenberg, o doutorado em Filosofia e matriculou-se para o curso de extensão em 14 de outubro de 1762 na Universidade de Halle. Em 1763 Baldinger se instalou como médico em Langensalza, de onde se habilitou em 1768. Em 1764 casou com Friderika Gutbier.
Baldinger destacou-se não apenas por suas atividades práticas, mas também por suas realizações literárias. Publicou um tratado em 1765, "De Militum Morbis", que teve uma recepção favorável pelos acadêmicos. Por sua boa reputação, em 1768, foi chamado para ser professor titular em Jena. Em 1770 foi eleito membro da Academia Alemã Leopoldina dos Cientistas Naturais. Em 1773, foi nomeado para a Universidade de Göttingen e em 1783, pelo conde Frederico II de Hesse-Cassel, para ser seu médico particular e diretor dos assuntos médicos do Landgraviato de Hesse-Kassel. Desde 1775, foi membro estrangeiro da Academia de Ciências da Baviera.
Em 1785, Baldinger aceitou o convite para ser o primeiro professor de medicina na Universidade de Marburgo. Durante seu tempo foi reconstruído na Universidade, o anfiteatro de anatomia, ampliado o jardim botânico, construído um novo laboratório de Química, um Instituto da parteira e uma escola de Veterinária. Depois de uma vida agitada, Baldinger morreu de ataque cardíaco.
Baldinger foi um dos médicos mais importantes de seu tempo. Através de seus escritos, despertou entre os seus contemporâneos o interesse pelo estudo da medicina clássica antiga e pela literatura médica. Entre seus alunos estão: Justus Arnemann, Johann Christian Gottlieb Ackermann, Johann Friedrich Blumenbach, Samuel Thomas von Sömmerring, Albrecht Thaer, e Johann Christian Wiegleb.
Seus escritos pertencem a diferentes campos da medicina, ele atuou como editor de várias revistas a partir de 1766, onde escreveu importantes artigos históricos e literários. Tinha interesse especial por biografias e pela história da literatura. Em muitos escritos ocasionais ele fez investigações sobre outros estudos críticos da medicina antiga. Escreveu aproximadamente 84 tratados, além de numerosos artigos espalhados por várias coleções e revistas. Trocou correspondência com botânico sueco Carl Linnaeus e foi autor de alguns nomes de plantas.

### Família
Baldinger foi casado duas vezes. Seu primeiro casamento foi em 1764 com Friderika Gutbier (1739–1786), filha do pastor Gutbier de Langensalza. O casal teve seis filhos: quatro homens e duas mulheres, dos quais apenas as duas filhas sobreviveram:
- Sophie Friederike Ernestine (1768–1805), casou em 1790 com Georg Theodor Christoph Handel (1768–1801), professor de medicina em Marburgo;
- Friederike Wilhelmine Amalie (1769–1819), casou em 1789 com Bernhard von Gehren, procurador em Marburgo, mais tarde advogado em Darmstadt.[7][8]

Após a morte de sua primeira esposa ele se casou em 1787 com Caroline Lisette Drebing (1753–1809). Neste casamento não teve filhos.

## Obras
- Von den Krankheiten der Armee etc. Langensalza, 1765 (latinizado para "De militum morbis etc.", Wittenberg, 1763).
- Historia mercurii et mercurialium medica / Ernestus Godofredus Baldinger. - Goettingae: Dieterich, 1783. Edição digitalizada da Universidade de Düsseldorf.
- Georg Friedrich Creuzer, Memoria Baldingeri. Marburgo, 1804. Digitalizado ver Catálogo das obras
- 1769-1778 Peter Simon Pallas,  Johann Christian Polycarp Erxleben, Baldinger, E. G.  Peter Simon Pallas Naturgeschichte merkwuerdiger Thiere, in welcher vornehmlich neue und unbekannte Thierarten durch Kupferstiche, Beschreibungen und Erklaerungen erlaeutert werden. Durch den Verfasser verteutscht. I. volume 1 até a 10ª coleção com gravuras. Berlim e Stralsund, G. A. Lange (coleção. 1-10), 48 Taf.